# 箱根レイクヴィラユースホステル
箱根レイクヴィラユースホステル（はこねレイクヴィラユースホステル）は日本ユースホステル協会に加盟していた神奈川県のユースホステル。

## 設備
- 個人や小グループに適している
- グループで一室利用可
- 駐車場あり
- 洗濯機あり
- 乾燥機あり
- 周辺に温泉あり

## 閉館
- 2008年9月1日より当分の間休業となり、再開することなく2009年8月31日付で閉館となったが、実際にはユースホステル形式の宿「旅人の宿　箱根レイクヴィラ」として引き続き営業している。

## アクセス
- 箱根湯本駅からバスで箱根町行50分双子茶屋下車 徒歩1分